# Placa d'Okinawa

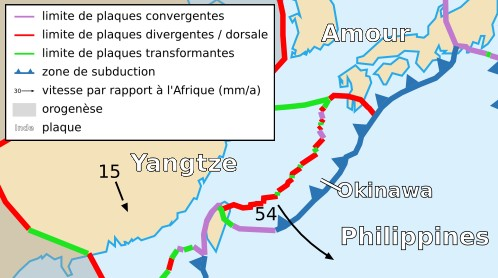
Mapa de la Placa d'Okinawa i les plaques veïnes (en francès)

La placa d'Okinawa és una placa tectònica de la litosfera del planeta Terra. La seva superfície és de 0,00802 estereoradiants. Generalment està associada a la placa eurasiàtica.
Se situa al sud-est de l'Àsia. Cobreix el Sud-est de la mar de la Xina oriental, les illes Ryūkyū i l'extrem Sud de l'illa de Kyūshū.
La placa d'Okinawa està en contacte amb les plaques del Iang-tsé, Filipines i de l'Amur.
Les seves fronteres amb les altres plaques estan formades per la fossa de Ryukyu sobre la costa Est de l'arxipèlag d'Okinawa.
El desplaçament de la placa d'Okinawa es fa a una velocitat de rotació de 2,853° per milió d'anys segons un pol d'Euler situat a 48°35' de latitud Nord i 142°42' de longitud Est. (Referència: placa pacífica).
La placa d'Okinawa obté el seu nom de l'arxipèlag d'Okinawa.